# Gehyra baliola
Gehyra baliola är en ödleart som beskrevs av  Duméril 1851. Gehyra baliola ingår i släktet Gehyra och familjen geckoödlor. Inga underarter finns listade i Catalogue of Life.